# Silvia Švédská
Silvia Švédská, rozená Silvia Renate Sommerlath (* 23. prosince 1943 Heidelberg, Německo) je manželka švédského krále Karla XVI. Gustava a švédská královna. V roce 2011 se stala nejdéle působící královnou na švédském trůnu, když v tomto ohledu překonala Žofii Nasavskou.

## Biografie

### Původ, mládí
Narodila se v německém Heidelbergu jako nejmladší ze čtyř dětí (jediná dcera) Walthera a Alice Sommerlathových. Podle švédských médií byl Walther Sommerlath členem NSDAP nebo s ní byl přinejmenším svázaný. V letech 1947–1957 vyrůstala v Brazílii v São Paulo, kam se rodina přestěhovala po skončení druhé světové války. V roce 1957 se rodina vrátila do Německa. Jako tlumočnice hovoří Silvia šesti jazyky – anglicky, francouzsky, německy, portugalsky, španělsky a švédsky, kromě toho ovládá i švédský znakový jazyk. Pracovala na argentinském konzulátu v Mnichově, v roce 1972 jako hosteska Letních olympijských hrách 1972 v Mnichově a v roce 1976 jako zastupující šéfka protokolu na Zimních olympijských hrách v Innsbrucku.

### Manželství a potomci
Na olympiádě v Mnichově poznala následníka švédského trůnu Karla Gustava Bernadotte, pozdějšího švédského krále Karla XVI. Gustava, za něhož se provdala 19. června roku 1976. Při obřadu spolupůsobil Silviin strýc, profesor teologie Ernst Sommerlath z Lipska. Den předtím měla ve švédské televizi premiéru píseň populární švédské kapely ABBA Dancing Queen.
Karel Gustav se stal králem v roce 1973. Podle švédského práva pokud by se oženil s neurozenou Silvií ještě jako korunní princ, musel by opustit královský dům a ztratil by svůj nárok na královský trůn. Tento zákon ovšem platil jen pro prince, nikoli pro vládnoucího monarchu.
Z manželství vzešly tři děti, dvě dcery a syn:
- Viktorie Švédská (* 14. července 1977), švédská korunní princezna, vévodkyně västergötlandská, ⚭ 2010 Olof Daniel Westling (* 15. září 1973)
- Karel Filip Švédský (* 13. května 1979), švédský princ, vévoda värmlandský, ⚭ 2015 Sofia Kristina Hellqvistová (* 6. prosince 1984)
- Madeleine Švédská (* 10. června 1982), švédská princezna, vévodkyně hälsinglandská a gästriklandská, ⚭ 2013 Christopher O'Neill (* 27. června 1974)

### Aktivity
Vedle svých četných reprezentačních povinností se Silvia angažuje v péči o postižené a zneužívané děti. V roce 1999 založila World Childhood Foundation (Světovou dětskou nadaci), je patronkou 62 sdružení. Nedaleko zámku Drottningholm založila Silviahemmet (Silviin dům), pro dementní děti. V Německu kooperuje nadace Silviahemmet s Maltézským řádem. Kromě toho založil královský pár Královský svatební fond, který podporujue výzkum na poli sportu postižených. V roce 1990 dostala „Deutschen Kulturpreis“ (Německou kulturní cenu) za její podporu sportu postižených, v roce 2002 „Deutschen Medienpreis“ (Německou cenu médií) v Baden-Badenu a v roce 2006 čestnou cenu Bambi.
Královna je rytířem Řádu úsměvu, mezinárodního vyznamenání udělovaného za činnost přinášející radost dětem.